# C&U BM 28/35, LHB BM 28/37
BM 28/35, BM 28/37 – dwie serie 50 wagonów tramwajowych doczepnych z wejściem umieszczonym pośrodku nadwozia, wyprodukowanych w latach 1928–1930 dla przedsiębiorstwa Berliner Straßenbahn-Betriebs-GmbH. Wagony tego typu wycofano z ruchu w 1967 r. (BM 28/35) i  1968 r. (BM 28/37).

## Historia
W połowie lat 20. XX wieku zarząd berlińskiej sieci tramwajowej podjął decyzję o zamówieniu większej serii wagonów doczepnych ze środkowym wejściem. Wyrażano nadzieję, że wejście umieszczone w środkowej części nadwozia oraz miejsce dla konduktora umieszczone w tejże części pozwoli na lepszą obserwację wnętrza wagonów. Po zakończeniu dostaw 50 czteroosiowych doczep (BDM 26), w 1928 r. zamówiono kolejnych 50 doczep w zakładach Linke-Hofmann-Busch (20 egzemplarzy) i Christoph & Unmack (30 egzemplarzy). Z powodu niewielkiej jak na ówczesne czasy wysokości podłogi w wejściu, wynoszącej 400 milimetrów, oraz kształtu fartucha wagony otrzymały przezwisko „U-Boot”. Doczepy wytworzone w zakładach LHB charakteryzowały się klapami wentylacyjnymi umieszczonymi nad oknami. W latach 1935–1937 zmodyfikowano konstrukcję osi w wózkach wagonów. Zgodnie z nomenklaturą wprowadzoną przez BVG w 1934 r. wagony otrzymały po przebudowie oznaczenia BM 28/35 względnie BM 28/37.
W czasie II wojny światowej wagony wykorzystywano do przewozu towarów. Z powodu uszkodzeń firma BVG zmuszona była wycofać z eksploatacji osiem egzemplarzy. Przy podziale przedsiębiorstwa BVG, które nastąpiło 1 sierpnia 1949 r., dziewięć wagonów pozostało własnością oddziału wschodniego BVG (niem. BVG-Ost), a pozostałe 33 wagony przydzielono oddziałowi zachodniemu BVG (niem. BVG-West). Doczepy kursujące w Berlinie Zachodnim eksploatowane były do 1966 r. Doczepy pozostałe w Berlinie Wschodnim włączone zostały w 1968 r. do programu modernizacyjnego Reko (niem. Reko-Programm) i stały się źródłem części dla doczep typu BE 59/4.